# Olympische Sommerspiele 1912/Schießen – Kleinkalibergewehr verschwindendes Ziel Mannschaft (Männer)
Der Mannschaftswettkampf im Schießen mit dem Kleinkalibergewehr auf ein verschwindendes Ziel bei den Olympischen Spielen 1912 in Stockholm wurde am 1. Juli auf der Kaknäs skjutbanor ausgetragen. Es war das einzige Mal, dass diese Disziplin Teil des olympischen Programms war.
Geschossen wurde in 5 Durchgängen mit jeweils 25 Schüssen. Das Ziel erschien drei Sekunden lang mit einem Abstand von fünf Sekunden. Die Distanz betrug 25 Meter.

## Ergebnisse
| Rang | Mannschaft             | Punkte             | Punkte |
| Rang | Mannschaft             | Einzel             | Gesamt |
| ---- | ---------------------- | ------------------ | ------ |
| 1    | Schweden               | Schweden           | 925    |
| 1    | Johan Hübner von Holst | 238                | 925    |
| 1    | Eric Carlberg          | 238                | 925    |
| 1    | Vilhelm Carlberg       | 229                | 925    |
| 1    | Gustaf Boivie          | 220                | 925    |
| 2    | Großbritannien         | Großbritannien     | 917    |
| 2    | William Pimm           | 237                | 917    |
| 2    | Joseph Pepé            | 235                | 917    |
| 2    | William Milne          | 226                | 917    |
| 2    | William Styles         | 219                | 917    |
| 3    | Vereinigte Staaten     | Vereinigte Staaten | 881    |
| 3    | Frederick Hird         | 227                | 881    |
| 3    | Warren Sprout          | 221                | 881    |
| 3    | William McDonnell      | 217                | 881    |
| 3    | William Leushner       | 216                | 881    |
| 4    | Griechenland           | Griechenland       | 716    |
| 4    | Ioannis Theofilakis    | 211                | 716    |
| 4    | Frangiskos Mavrommatis | 187                | 716    |
| 4    | Nikolaos Levidis       | 185                | 716    |
| 4    | Iakovos Theofilas      | 133                | 716    |